# مدیریت وظیفه

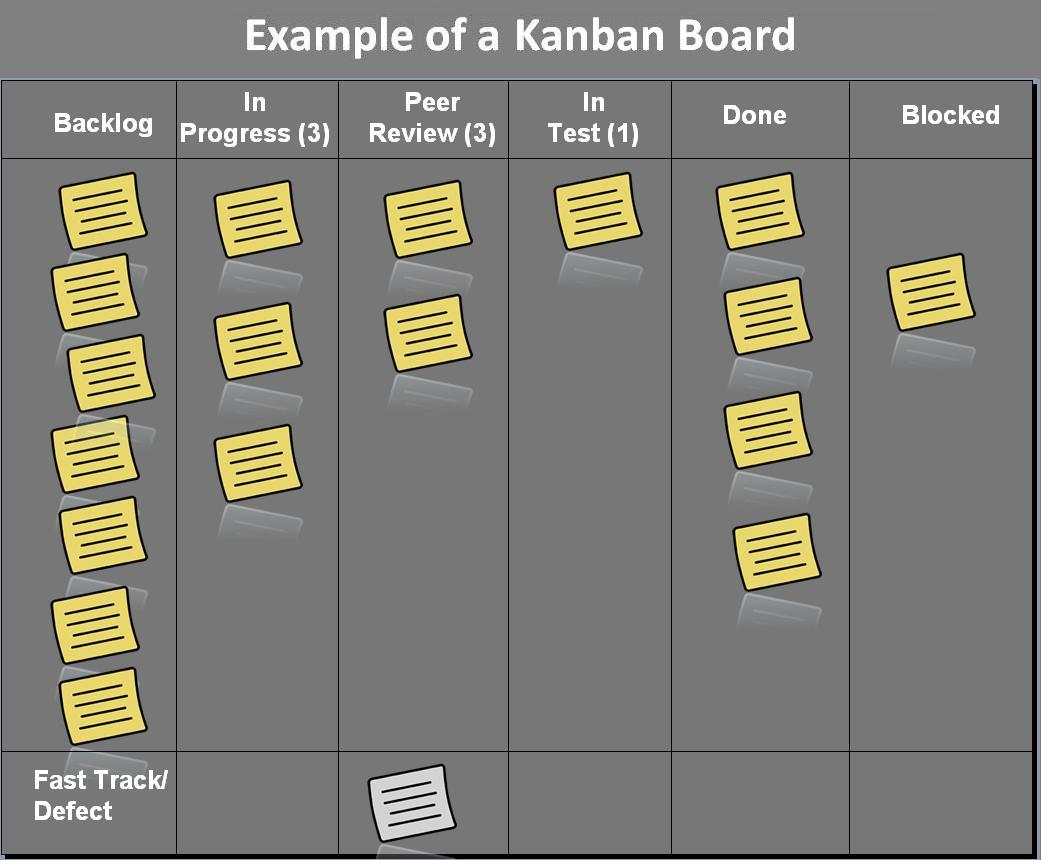
نمونه ای از تخته کانبان، تخته ای برای مدیریت وظیفه

مدیریت وظیفه (به انگلیسی Task Management) فرایند مدیریت یک وظیفه (Task) در چرخه حیات آن (شامل برنامه‌ریزی، آزمون، ردیابی و گزارش دهی) است. مدیریت وظیفه می‌تواند به دستیابی افراد به هدف‌ها یا تعامل بهتر اعضای تیم در دستیابی به مجموعه‌ای از اهداف کمک کند.
مدیریت مؤثر وظایف نیازمند دربرگیری و مدیریت همه جنبه‌های یک وظیفه، اعم از وضعیت، اولویت، سررسید، مسئول، منابع و … می‌باشد. مدیریت وظایف افراد یا تیم‌ها عمدتاً نیازمند استفاده از نرم‌افزارهای مدیریت وظیفه یا مدیریت فرآیند می‌باشد. اگر چه بسیاری بر این عقیده‌اند که مدیریت وظایف فعالیت اصلی در مدیریت پروژه می‌باشد، اما مدیریت وظایف می‌تواند بخشی از مدیریت پروژه، مدیریت فرآیندهای یا جریان‌های کاری سازمانی باشد.